# Komora na iskre
Komora na iskre sastoji se od niza paralelnih vrlo tankih elektroda između kojih vlada visoki napon, no ne dovoljno visok da bi se dogodio električni izboj među njima. Ioni, koje stvori prolaz nabijene čestice, omogućuju lokalni izboj u obliku niza iskri te na taj način kamera može registrirati stazu čestice.
Komora na iskre se sastoji od dvije elektrode, koje mogu biti različitih oblika (kugle, šiljci, tanke žice) i između kojih vlada napon nešto niži od napona potrebnog za preskakanje iskre. Pri prolazu čestice ionizirajućeg zračenja stvara se prostorni električni naboj, tako da je postojeći napon dovoljan za pojavu iskre. Između elektrona postoji korona-pražnjenje, a prolazak ionizirajućeg zračenja stvara praktično direktan spoj. Kako bi se spriječilo pražnjenje u obliku luka, u električni krug je postavljen vrlo veliki omski otpor.
Prve komore na iskre su koristile sustav tankih, međusobno paralelnih, volframovih žica, promjera 0,2 mm, dužine 40 mm, udaljenih međusobno 1,5 mm do druge elektrode, ravne mjedene ploče. Taj je sustav pokazao veliku stabilnost. Komora na iskre radi kao detektor alfa-čestica na atmosferskom tlaku, pri naponu oko 4 000 V, sa strujom 100 mA i više. Za određivanje beta-čestica potrebno je povećati tlak na kojem se radi. Ako se puni helijem pod tlakom, koristi se mjerenje radioaktivnosti uranija.